# Калинино (посёлок, Воронежская область)
Кали́нино — посёлок в Воронежской области. Входит в состав Борисоглебского городского округа.

## Население
| 2010 |
| ---- |
| 132  |

## Улицы
- ул. Лесная,
- ул. Центральная.